# Albánská muzea komunistické diktatury
Albánské muzeum komunistické diktatury provozuje na své webové stránce "Muzeu i Memories" Prištinský Institut politických studií (PIPS), který je součástí sítě politických institucí Evropské rady (Council of Europe Political Schools Network). Jako muzeum slouží také jedna z neblaze proslulých albánských věznic pro politické vězně v odlehlé horské vesnici Spaç, která byla prohlášena za národní památku. S pomocí amerického Worcester Polytechnic Institute byly dokumenty o této věznici rovněž digitalizovány. V bývalém vězení ve městě Skadar je Muzeum svědectví a paměti. V muzeum byl upraven také rozlehlý vládní protiatomový bunkr v blízkosti Tirany.

## Historie
Albánie měla po skončení války od roku 1944 pod vládou předsedy Albánské strany práce Envera Hodži jeden z nejtužších komunistických režimů na světě. Hodža svým jednáním i politikou vůči obyvatelům Albánie napodoboval Josifa Stalina a později komunistický režim Mao Ce-tunga v Číně. Věznění, internace a popravy jeho politických oponentů pokračovaly až do 80. let.
Albánie byla téměř zcela izolována od evropských zemí a stala se sama vězením pro své obyvatele. Po roce 1970 se hranice zcela uzavřely ostnatými dráty a elektrickým ohradníkem. Veškeré pokusy o útěk byly považovány za zradu a trestány vězením na 10-15 let a internací celé rodiny. Za dobu komunistického režimu se podařilo uprchnout asi 8 000 lidí a při 9 600 nezdařených pokusech bylo 6 000 lidí zastřeleno a pohřbeno na místě a 3 200 odsouzeno do vězení.
Enver Hodža zřídil v zemi 23 věznic a 48 pracovních tábortů pro politické vězně a také vězeňské psychiatrické oddělení ve městě Elbasan (308 internovaných, z toho 35 žen). Za dobu komunistické vlády v Albánii byly vyneseny rozsudky vězení pro 14 563 osob (z toho 45 žen) v celkové délce 914 000 let a rozsudky, které poslaly 21 401 odsouzených (z toho 9 322 žen) na celkem 256 146 let internace v pracovních táborech. Popraveno bylo 5 548 osob (z toho 91 žen), ve vězení navíc zemřelo 987 lidí (z toho 7 žen). Ze svědectví vězňů byl sestaven seznam 40 druhů krutých druhů mučení uplatňovaných v komunistických věznicích, včetně elektrických šoků, bití, lámání kostí, topení a pálení ohněm.
V letech 1944–1950 proběhla řada Zvláštních soudů, ve kterých byli odsouzeni činitelé předválečného režimu - 17 popraveno (1944), vlastenci - "nacionalisté", z nich 9 popraveno (1946), tzv. "sabotéři z Maliq" - 2 oběšeni, 5 zastřeleno včetně těhotné ženy (1946), poslanci - z nich 3 oběšeni, 13 popraveno a další uvězněni (1947), údajní pachatelé bombového atentátu na sovětském velvyslanectví - 22 vybraných antikomunistických intelektuálů včetně jedné ženy popraveno bez důkazů a soudu (1951).
Roku 1944 byly divadla a kina změněna na soudní síně a řada umělců, novinářů a dalších intelektuálů odsouzena do vězení nebo popravena. Posmrtně byl odsouzen i albánský předválečný básník Gjergj Fishta (před válkou vyznamenaný např. Řádem Franze-Josefa a nominovaný na Nobelovu cenu), jehož hrob dal režim vykopat a ostatky vhodit do řeky.
Za komunistického režimu v Albánii bylo zavřeno 2169 náboženských budov (mešit i kostelů). Hodža roku 1967 zakázal veškerá náboženství a prohlásil Albánii za první ateistický stát na světě.
Hodžova paranoická vojenská doktrína počítala s válkou se sousedními státy Řeckem (se kterým byla ve válečném stavu) a Jugoslávií. Jako prostředek "lidové partyzánské" obrany nechal až do své smrti roku 1985 postupně vybudovat po celé zemi 700 000 železobetonových bunkrů (téměř 6 na každý čtverečný kilometr území), jejichž stavba stála zhruba 2 % HDP a odčerpala finance i lidské zdroje, kterých se nedostávalo na stavbu bytů nebo opravy silnic. Bunkry byly i v ulicích měst nebo na hřbitově. Při stavbě bunkrů ročně zemřelo 70-100 lidí. Speciální protiatomové bunkry pro Ministerstvo vnitra a Sigurimi v blízkosti Tirany byly propojeny podzemním dvoukilometrovým tunelem. Ty nyní slouží jako muzeum Hodžova režimu.
Po srti Envera Hodži se roku 1985 prvním tajemníkem strany stal Ramiz Alia, který zahájil ekonomické reformy a obnovil styky se zahraničím. Pád režimu nastal po studentských protestech v prosinci 1990 a provázelo ho postupné strhávání pomníků Stalina a Hodži až do února 1991. 

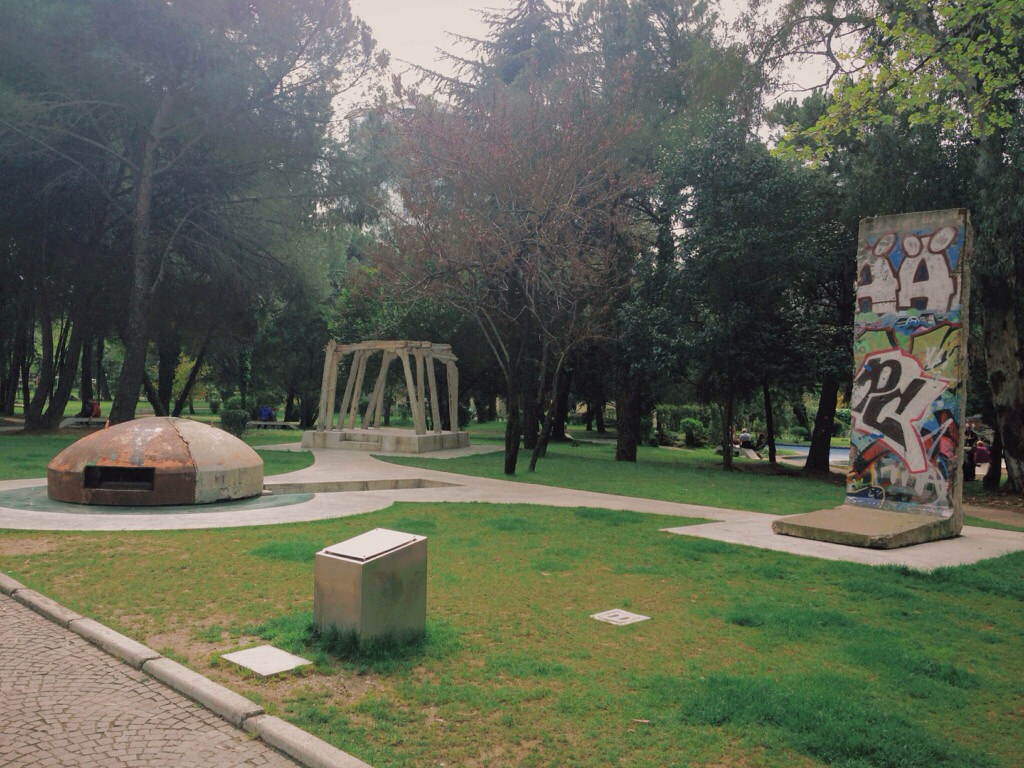
Památník komunistického režimu s bunkrem, sloupy z internačního tábora Spaç, část Berlínské zdi

### Protikomunistický odpor
V roce 1944 zorganizoval náčelník Gjon Markagjoni z katolického rodu Gjomarkajů spolu se svými syny Markem, Nduem a Lešem protikomunistický odboj v oblasti Mirdita a založil ve Skadaru "Národní nezávislou skupinu". Náčelník Gjon se synem Nduem emigroval do Itálie, kde roku 1946 založil Národní nezávislý blok (Bloku Kombetar Independent). Ostatní synové padli v boji s komunistickými partyzány. Některým ze zajatých příslušníků skupiny, původně odsouzeným k trestu smrti, byl trest změněn a byli vězněni ve Skadaru. 29. března 2017 byl tehdejším prezidentem Bujarem Nishani rodu Gjomarkajů udělen Řád Georga Kastriotiho Skanderbega: "Za mimořádné zásluhy ve službách ochrany národní identity a zejména regionu Mirdita, za staletý boj proti okupantům vlasti a za odpor proti nim. Za jejich ušlechtilé oběti proti nastolení komunistické diktatury na albánském území".
V prvních poválečných letech komunisté potlačili několi ozbrojených povstání. První z nich v Kelmendu a Malesia e Madhe vedli vlastenci Prek Cali a Llesh Marashi, kteří bojovali proti invazi Černé Hory. V lednu až únoru 1945 jejich skupinu z území Jugoslávie obklíčila albánská komunistická armáda a povstalci byli pobiti.
Povstání v Postribě, které vedli Jup Kazazi a Osman Haxhia, vypuklo 9. září 1946. Cílem povstání bylo osvobození politických vězňů ve Skadaru a přepadení armádních skladů zbraní. Také toto povstání tvrdě potlačila komunistická armáda, zabila bez soudu stovky občanů Postriby a Skadaru a vypálila jejich domy. V převážně katolickém městě Skodra bylo zřízeno 26 vězení, zčásti v bývalých kostelech. Bývalá katolická škola sloužila při výsleších a mučení. Následovaly vojenské tribunály a popravy, rodiny odsouzených byly internovány v táborech.
Povstání ve vesnici Zhapokika roku 1948 vyvolal organizovaný prapor povstalců s vnitřní uspořádanou strukturou, který směřoval k expanzi v dalších regionech na jihu. Po potlačení odporu Státní policií a vraždách obyvatel následovaly soudy nad zadrženými a rozsudky smrti.

### Vězeňské vzpoury
21. května 1973 vypukla vzpoura ve věznici Spaç, kde si odpykávalo tresty asi sto odpůrců režimu. Po třech dnech věznici obklíčilo více než 4 500 příslušníků jednotek, kteří spustili ostrou střelbu a vězně zmasakrovali. 8 jich bylo následně popraveno a dalším byly tresty prodlouženy na 25 let.
20. května 1984 vypukla vzpoura ve vězení Qaf Bari, kde si odpykávalo 25leté tresty 500 politických vězňů. Také zde režim povolal stovky příslušníků armády včetně ostřelovačů a dal rozkaz ke střelbě. Vůdce vzpoury Sokol Sokoli byl popraven zvláště krutým způsobem, další byli zastřeleni a zbylým byly tresty prodlouženy na 25 let.

### Muzeum svědectví a paměti, Skadar

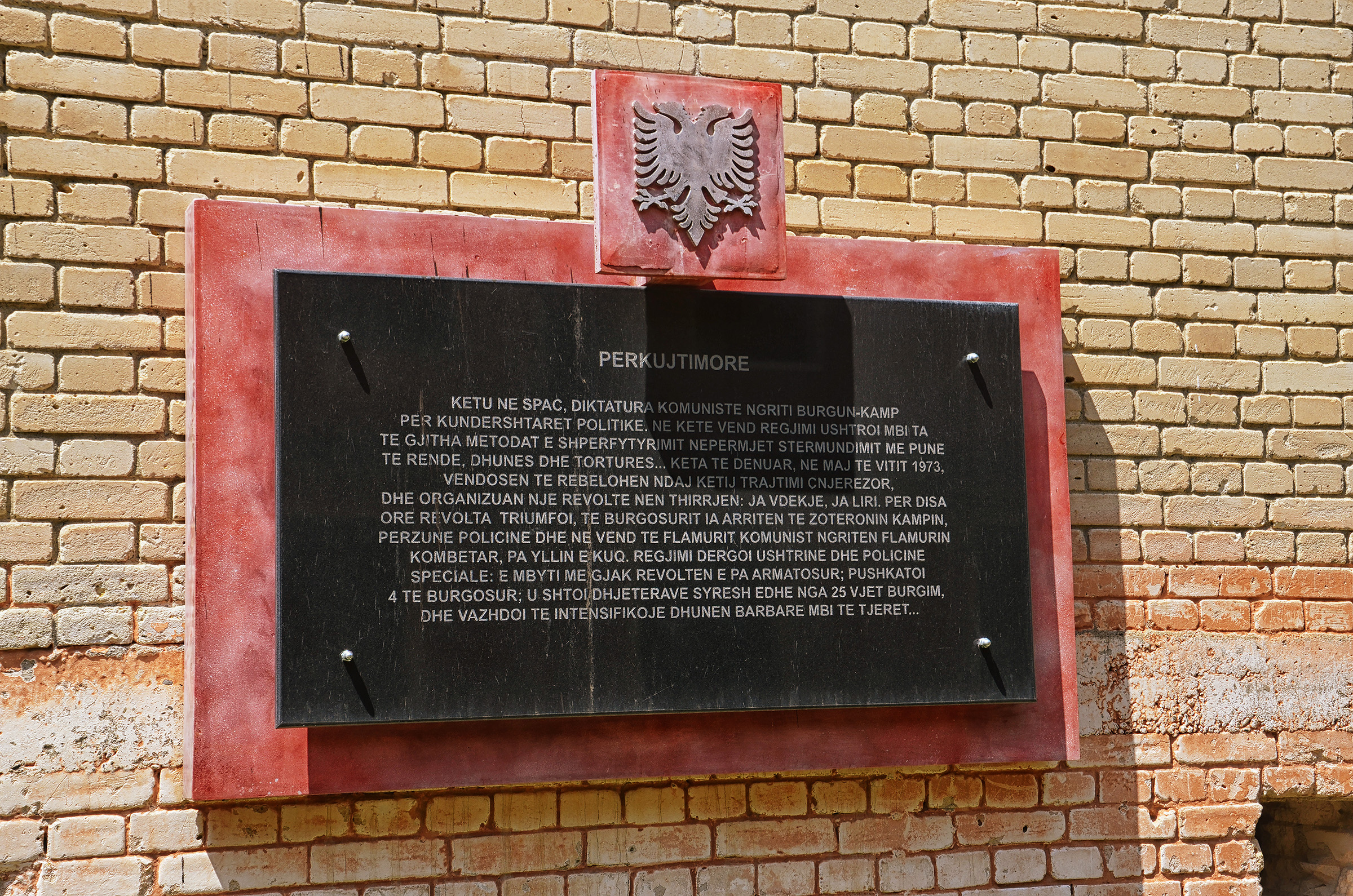
Pamětní deska, vězení Spaç, Mirditë

Muzeum bylo zřízeno v bývalém františkánském gymnáziu "Illyricum", kde za Hodžovy vlády sídlila místní pobočka Ministerstva vnitra. Nejhorší období komunistického teroru ve Skadaru bylo mezi lety 1956–1960. Ve Skadarském vězení bylo postupně uvězněno 2890 lidí, internováno 1924, popraveno 601 odsouzených, mezi nimi 61 kleriků.
Ve vstupní hale je umístěna výstava fotografií obětí s daty a plakáty a malá videopůjčovna. Ve druhém prostoru se nachází další výstavní místnost a cely vězňů spolu s výslechovou místností. Interiér muzea je rozdělen na dvě části, které odděluje červeně vymalovaná chodba, jež symbolizuje často krvavá muka lidí posílaných do výslechové místnosti, nejtemnější místnosti v budově. Na obou stranách chodby je 23 cel obrácených k sobě. V těchto malých celách, z nichž každá má méně než čtyři metry čtvereční a kterým se přezdívá "biruca" (díra), byli vězni drženi před výslechem a během něj. Během výslechu byli vězni mučeni elektrickým proudem a podle čínského vzoru byli dvakrát denně po dvě hodiny nuceni číst knihy komunistického diktátora Envera Hodži.

### Bývalá věznice Spaç

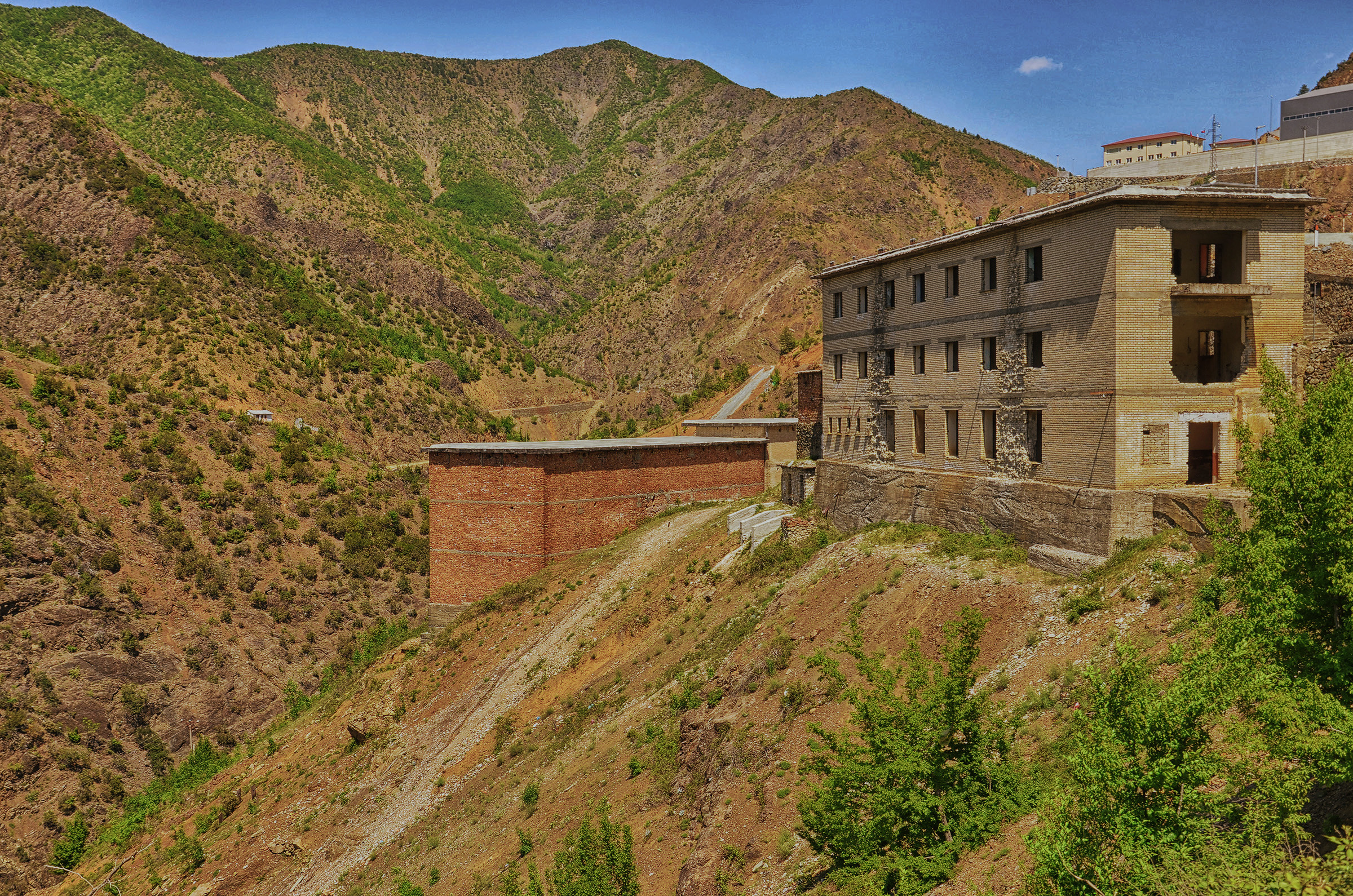
vězení Spaç, Mirditë

Spaç sloužil jako věznice i tábor nucených prací, kde vězni za nelidských podmínek pracovali v dolech. Uzavření části tábora pro nucené práce počátkem 90. let předcházelo uzavření samotné věznice, která byla zcela opuštěna v roce 1995 a od té doby postupně vandalizována. Roku 2007 ho vláda prohlásila národní památkou, jedinou svého druhu, se záměrem zřídit zde muzeum komunistické totality.
V roce 2015 zde zahájila těžbu soukromá společnost a nenávratně změnila podstatnou část bývalého tábora. Pozůstatky baráků, kde pobývali první političtí vězni, byly odstraněny, aby uvolnily místo nově vybudované infrastruktuře a budovám potřebným pro těžební činnost. V roce 2016 Ministerstvo kultury v reakci na nedávný trend "reindustrializace" celé oblasti zřídilo "chráněnou oblast" památky Spaç Prison.

### Věznice Burrel
Tato věznice, postavená roku 1937, funguje i v současnosti. Za komunistické diktatury byla průmyslem hrůzy a vyhlazovacím táborem. Charakteristické rysy nelidského zacházení, fyzického a psychického mučení až po fyzické zmizení vězňů se zapsaly do dějin nejen Albánie, ale i Balkánu a dalších zemí. Hlavní kategorií vězňů byli intelektuálové a teologové, kteří studovali na nejrenomovanějších světových univerzitách, a to výhradně pro jejich politické a náboženské přesvědčení. Obsluhující personál této věznice byl vybírán a musel být poslušný komunistické ideologii. Až do roku 1965 zde chyběla zdravotní péče, v roce byl vydán nový vězeňský řád, který povoloval zásilky jídla od rodiny, oblečení a větrání dvě hodiny denně.

### Vězení v citadele Gjirokastër

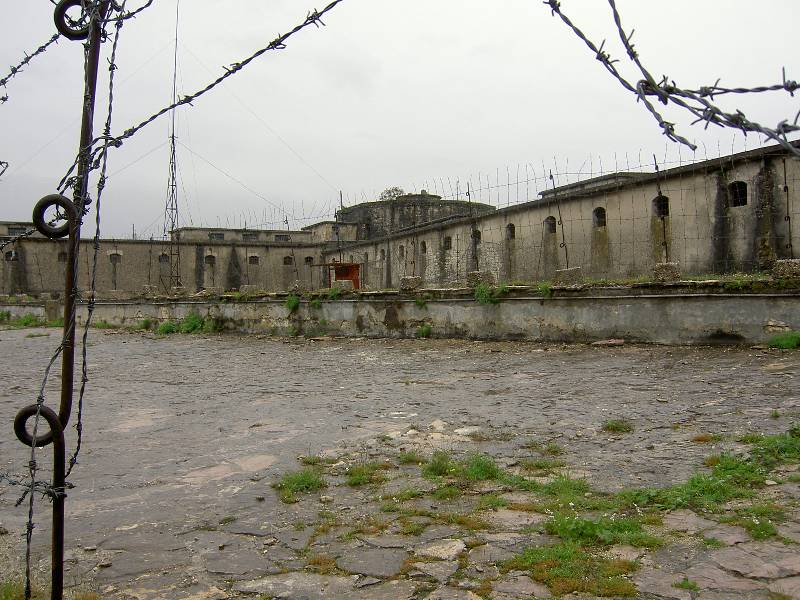
bývalé vězení Gjirokastër

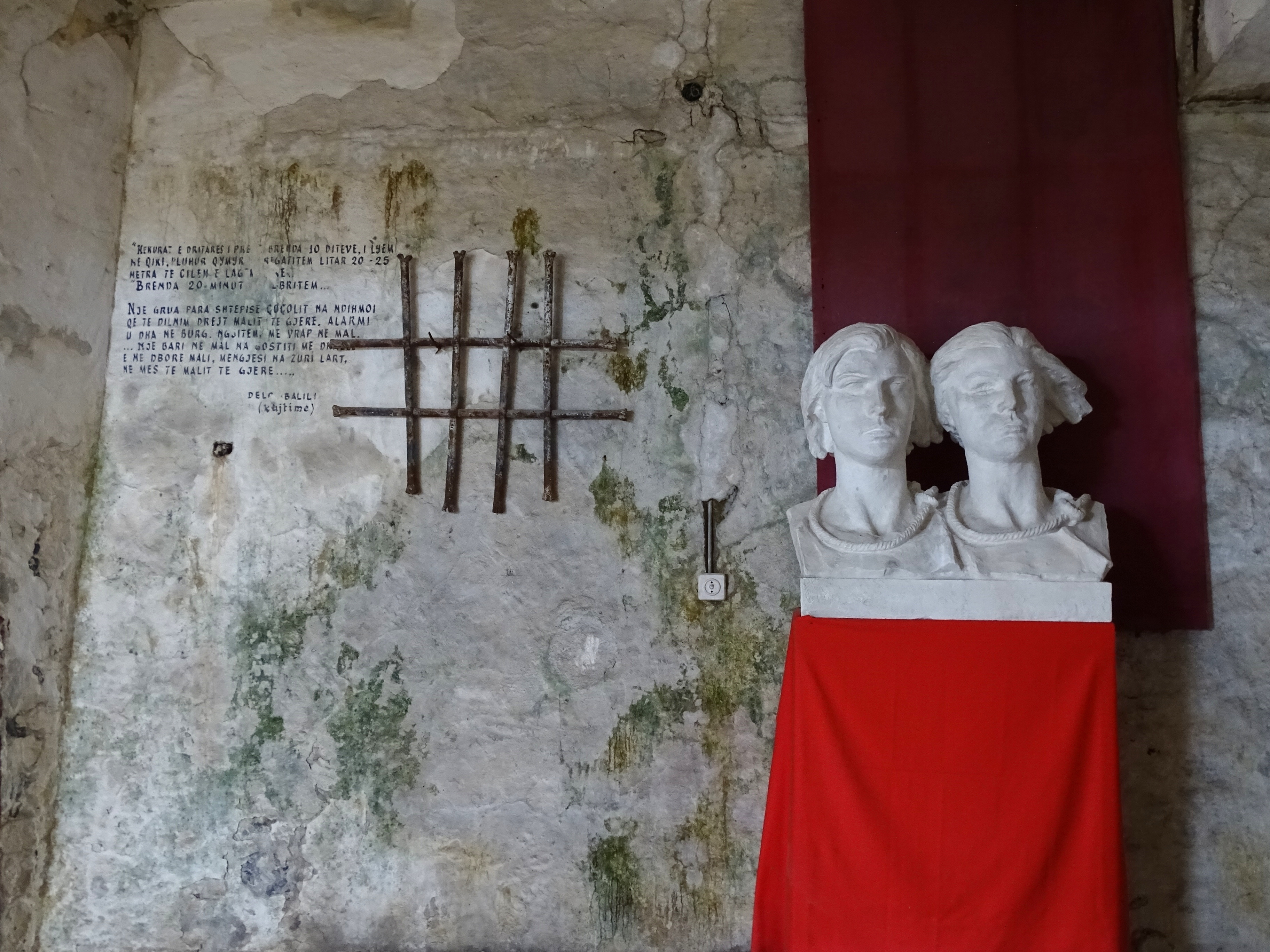
Vězeňské Museum - Gjirokastër

Město Gjirokastër je rodištěm Envera Hodži. Dominuje mu Citadela, která střeží strategicky důležitou silnici podél řeky Driny. Dnes je zde umístěno vojenské muzeum. V severní části pevnosti bylo zřízeno vězení, kde byli mimo jiné vězněni odpůrci komunistického režimu.